# 迪芬巴克-莱埃利梅尔
迪芬巴克-莱埃利梅尔（法語：Diffembach-lès-Hellimer，发音：[difɛmbak.lɛ.elimɛʁ]，意为“埃利梅尔附近的迪芬巴克”；德语：Diefenbach bei Hellimer）是法国摩泽尔省的一个市镇，属于福尔巴克-布莱摩泽尔区和萨拉尔布县（Sarralbe）。该市镇总面积5.79平方公里，2009年时的人口为374人。

## 人口
迪芬巴克-莱埃利梅尔人口变化图示